# Egg punk
L'egg punk est un sous-genre du punk rock ayant émergé dans les années 2010. Il s'agit d'un microgenre basé sur Internet et sur des groupes ayant un style lo-fi et un ton satirique. Le genre est influencé par le groupe de new wave Devo et est historiquement appelé devo-core. Les origines du egg punk sont attribuées à la fois à une communauté d'artistes punk rock DIY du Midwest américain du début des années 2010, notamment The Coneheads et Lumpy and the Dumpers, et à leur caractérisation ultérieure en tant que « egg punk » par une série de mèmes Internet publiés à la fin des années 2010.

## Histoire
La nomenclature du egg punk est basée sur Internet et provient d'une série de mèmes Internet circulant en 2017 qui proposaient un spectre de punk rock entre le « egg punk » et le « chain punk »,. Le mème visait à distinguer le traditionalisme et l'agressivité du « chain punk » de l'approche plus expérimentale et satirique du « egg punk »,,. Le microgenre décrit une série de groupes de punk rock actifs au début des années 2010 dans le Midwest des États-Unis, notamment le groupe The Coneheads (originaire de l'Indiana), formé en 2013 et dirigé par Mark Winter, et le groupe Lumpy and the Dumpers (de Saint-Louis), dont le leader, Martin Meyer, distribuait des cassettes audio similaires sous le label Lumpy Records. D'autres groupes du Midwest adoptent une approche similaire, notamment Uranium Club à Minneapolis et Warm Bodies à Kansas City. Le ton et le style satiriques de ces groupes sont considérés comme une réponse aux groupes traditionnels de « chain punk » de la scène locale, eux-mêmes considérés comme prenant leur musique et leur message trop au sérieux,,. La visibilité accrue de la scène egg punk est attribuée à la distribution de cassettes sur YouTube par l'utilisateur mononyme Jimmy,,.
Le début de la pandémie de Covid-19 en 2020 aurait également facilité l'adoption de l'egg punk, car les musiciens avaient plus de temps et moins de ressources pour créer de la musique, ce qui a conduit à une plus grande ouverture à une approche DIY. L'egg punk s'étend en dehors du Midwest dans plusieurs régions, y compris sur la scène punk australienne. 

## Caractéristiques
L'egg punk s'inspire de l'éthique DIY du mouvement punk, caractérisée par l'usage de méthodes minimales d'enregistrement et de mixage, ou lo-fi, et de pochettes d'album dessinées main ou réalisées à base de collage. Également décrit sous le terme « devo-core », le genre s'inspire fortement de la musique du groupe de new wave Devo, tant sur le plan esthétique que stylistique,,. Pitchfork décrit le genre comme « subversif », « expérimental » et caractérisé par des « paroles ironiques et des claviers bon marché ». John Robb écrit que le sous-genre consiste en des « morceaux rapides de punk rock, parfaitement « mal » enregistrés », comprenant des « mélodies de garage avec des guitares jitterbug et même parfois des synthés cheapo » et orientées vers « un regard sur le sérieux du punk au lieu d'embrasser des intellos introvertis, des fous de bruit extraterrestres et des comportements maniaques ».